# Ochrotrichia pectinata
Ochrotrichia pectinata är en nattsländeart som beskrevs av Oliver S. Flint Jr. 1972. Ochrotrichia pectinata ingår i släktet Ochrotrichia och familjen smånattsländor. Inga underarter finns listade i Catalogue of Life.